# Жоламан (Актогайський район)
Жолама́н (каз. Жоламан) — село у складі Актогайського району Павлодарської області Казахстану. Входить до складу Актогайського сільського округу.
Населення — 164 особи (2021; 227 у 2009, 289 у 1999, 437 у 1989).
Національний склад станом на 1989 рік:
- казахи — 73 %.

До 1993 року село називалось Белешське.